# Seventh Tree
Seventh Tree è il quarto studio album del duo inglese Goldfrapp, pubblicato nel 2008. È stato pubblicato dalla Mute Records il 25 febbraio in Inghilterra ed il giorno dopo negli USA.

## Il disco
Seventh Tree segna il parziale ritorno dei Goldfrapp alle atmosfere trasognate e slow-tempo del loro primo album, Felt Mountain. Non si tratta comunque di un riavvicinamento volontario a quello specifico disco; nelle intenzioni del duo la loro musica deve tracciare sentieri ogni volta diversi e contraddittori con quelli precedenti, e quindi dopo un album molto dance ed elettronico come Supernature, i Goldfrapp hanno abbracciato sonorità lievi e vocalità eteree.
Il titolo dell'album, "Settimo albero", deriva da un sogno di Alison: la cantante ha dichiarato di aver sognato uno strano albero che, al posto delle foglie, aveva soffici piume rosa che ondeggiavano al vento, e sull'albero c'era il numero 7. Questa visione fiabesca ha influenzato anche l'artwork di Seventh Tree, dai toni soft e pastello, con fotografie di Alison vestita con abiti leggeri e carnevaleschi (come ad esempio Arlecchino e Pierrot) ed accompagnata da una sorta di enorme gufo.
Il primo singolo dell'album, A&E, è stato pubblicato l'11 febbraio, ma l'intero album circolava illegalmente su Internet già tre mesi prima la sua pubblicazione..

## Tracce
Testi e musiche di Alison Goldfrapp e Will Gregory.
1. Clowns - 4:10
2. Little Bird - 4:26
3. Happiness - 4:18
4. Road To Somewhere - 3:53
5. Eat Yourself - 4:08
6. Some People - 4:42
7. A&E - 3:15
8. Cologne Cerrone Houdini - 4:27
9. Caravan Girl - 4:07
10. Monster Love - 4:22

### Tracce Bonus
Tracce contenute nella versione iTunes Store di USA e Canada, dell'album.
1. You Never Know (Live in London)
2. Clowns - strumentale, disponibile solo avendo preordinato l'album

### DVD Bonus
- A Short Film - 10:33; documentario su Seventh Tree
- A&E - 3:37; videoclip

## Classifiche e Vendite
Seventh Tree debutta al secondo posto nella classifica inglese il 4 marzo 2008. Nel resto del mondo l'album entra nelle Top 20 in Australia, Belgio, Norvegia, Portogallo e Svizzera.
È il secondo album dei Goldfrapp ad entrare nella Top 200 di Billboard, negli USA, dove debutta alla posizione numero 48 con 15 000 copie vendute. Sempre secondo Billboard l'album raggiunge la posizione numero 4 nella Tastemakers Chart, la numero 17 nella Top Internet Album, e la 14 in Top Rock Albums. In Canada arriva alla 29ª posizione.

## Formati
L'album è disponibile in quattro formati:
- Formato CD;
- Formato Deluxe, contenente l'album, il libretto con i testi, un poster, quattro cartoline e un DVD bonus;
- Formato Vinile, contenente l'album in vinile e un poster;
- Formato Digitale.

## Curiosità
La canzone Little Bird' viene usata come colonna sonora per la visione del "London Eye 4D Experience".